# St. Georgen an der Leys
St. Georgen an der Leys, Sankt Georgen an der Leys – gmina w Austrii, w kraju związkowym Dolna Austria, w powiecie Scheibbs. Według danych Austriackiego Urzędu Statystycznego liczyła 1348 mieszkańców (1 stycznia 2014).